# Iskolai könyvtár

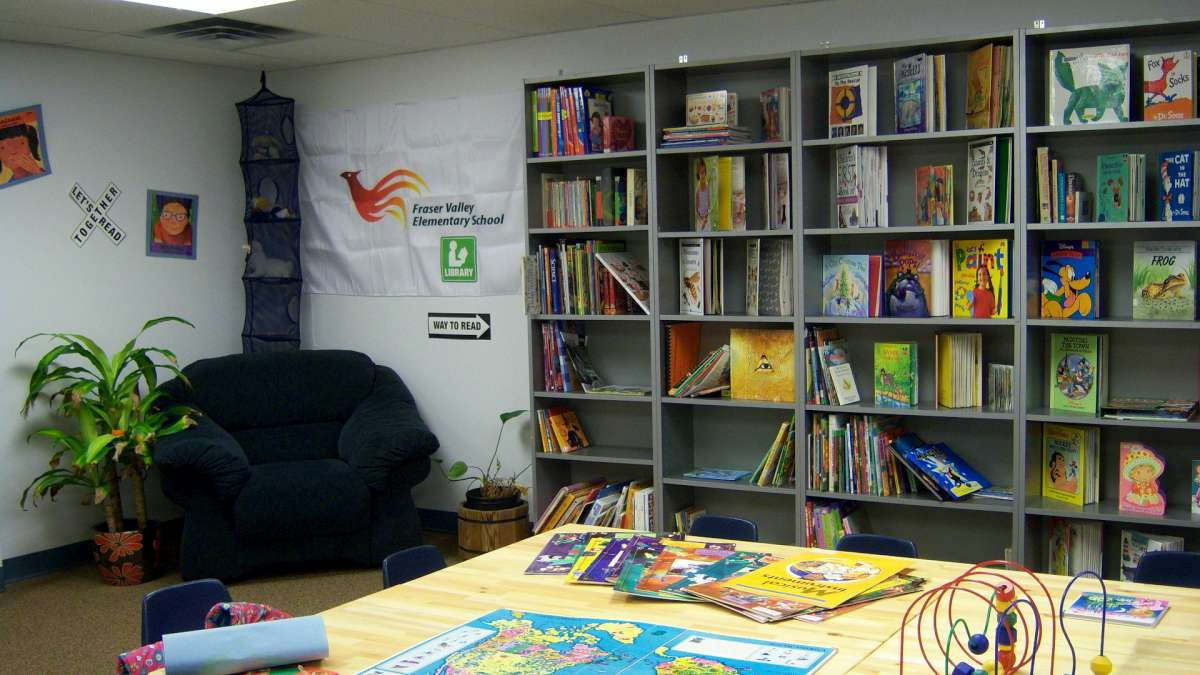
Általános iskola könyvtára

Az iskolai könyvtár a különféle nevelési és oktatási intézmények részét képezheti, habár nem mindegyikben található meg. Feladata a neveléshez, az oktatáshoz és a tanuláshoz szükséges dokumentumok rendszeres gyűjtése, feltárása, nyilvántartása, őrzése, gondozása, e dokumentumok helyben használatának biztosítása,tájékoztatás, kölcsönzés, valamint tanórai és tanórán kívüli foglalkozások tartása. Feladata még a tájékoztatás a könyvtári rendszerről, annak dokumentumairól és szolgáltatásairól, valamint -igény esetén - részvétel az országos dokumentumellátó rendszerben. Közösségi térként is működik. Feladatait az iskola helyi pedagógiai programja és a tanterve is befolyásolja. Az iskolai könyvtár támogatásával, használatával készülnek fel a diákok a többi könyvtár, könyvtártípus használatára. 
Az iskolai könyvtár az ötféle könyvtártípus közül az egyik (a többi négy a nemzeti könyvtár, felsőoktatási könyvtár, szakkönyvtár, közkönyvtár).

## Használói köre
Felhasználói körébe az iskola diákjai és az ott dolgozó pedagógusok és más munkatársak tartoznak, természetesen számukra a használat ingyenes, nincs beiratkozási díj. A tanároknak és a diákoknak biztosítja az iskolai munkához szükséges dokumentumokat, és színtere az önálló könyvhasználat megtanulásának is. Nyitva tartása igazodik az iskola életéhez. Az iskolai könyvtárakat meghatározza az oktatás: jelene és jövője is az oktatástól függ.

## Típusai
- óvodai,
- általános iskolai,
- középiskolai: gimnáziumi és szakképzési: szakgimnáziumi és szakközépiskolai
- diákotthoni (kollégiumi)

Az iskolai, kollégiumi könyvtár az iskola, kollégium működéséhez, pedagógiai programjának megvalósításához, a neveléshez, tanításhoz, tanuláshoz szükséges dokumentumok rendszeres gyűjtését, feltárását, megőrzését, a könyvtári rendszer szolgáltatásainak elérését és mindezek használatát, továbbá a könyvtárhasználati ismeretek oktatását biztosító, az intézmény könyvtár-pedagógiai tevékenységét koordináló szervezeti egység.

## Funkciója
Alapvető funkciója az iskolában folyó képzési és nevelési tevékenység támogatása: a nevelés színtere és eszköze. A könyvtár ma már nem választható szét nevelői és tanulói részre, egységesen kell részt vennie az iskolai munkában. Az iskolában folyó munka eszközévé, helyileg elválaszthatatlan információs központtá és közösségi térré vált. A modern iskolai könyvtárnak a tanulás színterévé és részévé kell válnia. A pedagógusoknak és a diákoknak a közös munkahelye, ahol együtt, közösen dolgoznak.
Ideális esetben az iskolai könyvtáros, könyvtárostanár az, aki felkészíti a gyerekeket a különböző forrásokból származó információszerzésre és -kezelésre. Formálja, finomítja annak módját, valamint különböző stratégiákat, módszereket mutat meg nekik. Az iskolai könyvtárnak forrásközponttá kell válnia. Ma a legkorszerűbb az információs központ: taneszközök gyűjteménye demonstrációs eszközökkel, szoftverekkel és telekommunikációs technikai eszközökkel, ezáltal sajátos szolgáltatásokkal rendelkezik.

## Története
Az ókorban és a középkorban is léteztek már könyvtárak, de ezeket a diákok nem használták, mert a tananyagot szóban sajátították el, így csak a tanárok használták. Ez a helyzet oldódni kezdett a reneszánsz majd a reformáció idején, legfőképp a protestáns kollégiumokban. Az igazi változás azonban a felvilágosodásban jelentkezett. Az iskolai könyvtár szerepe a pedagógiai gondolkodás változásainak hatására megváltozott és megnőtt. A tankönyv már nem tudta betölteni önálló ismeretszerzési funkcióját. A hangsúly áttolódott az önálló ismeretszerzésre.
Az iskolai könyvtár előzményei a vasárnapi iskolák kölcsönkönyvtárai. A tanulókat befogadó és a tanulást is szolgáló könyvtár a 18-19. század fordulóján vált önálló könyvtártípussá. Itthon az 1800-as évek második felében kezdett el igazán terjedni és a század végére megerősödni.
Hagyományos iskolai könyvtárnak azokat az intézményeket nevezzük, ahol csak könyvek és folyóiratok találhatóak, ám egy modern iskolai könyvtár állományának már részét képezik az audiovizuális, a kép- és hangrögzítéssel készült, valamint az elektronikus dokumentumok. Ezek  először multimédiás könyvtárakká, médiatárakká váltak, ma inkább információs központként tekintünk rájuk.. A XXI. században egyre inkább ilyenekkel találkozunk az iskolákban.

## Gyűjteménye
Az iskolában oktatott tudományok, ismeretterületek szakkönyvtára valamint pedagógiai szakkönyvtár is.. Gyűjteményében a többi könyvtártípustól sokkal hangsúlyosabb szerepet kapnak a taneszközök (tankönyv, segéd- és hangoskönyv, oktatóprogram…) és a tanulási szituáció, mint más könyvtártípusok esetén. A kötelező és ajánlott olvasmányokból nagyobb példányszámmal rendelkezik, lehetőleg minden gyermeknek jutnia kell egy példánynak. Emellett jelen van a gyermek- és ifjúsági irodalom és különböző folyóiratok, elektronikus dokumentumok,minden korosztály számára.
Az iskolai könyvtár nem csak egy egyszerű könyvtár az iskola falain belül. Célja a nevelés-oktatás támogatása. Információs forrásközpont, ami kiszolgálja a csoportos és egyéni tanulási utakat és formákat, és részt vesz az iskola életében. Gyűjti, feltárja és a felhasználók rendelkezésére bocsátja az iskola pedagógiai programját támogató és közössége által igényelt médiumokat/dokumentumokat.

## Könyvtárostanár, tanító
Az iskolai könyvtáros (tanár) és (szak)tanárok tartják a könyvtári órákat. Az alkalmazáshoz szükséges szakképzettség: könyvtárpedagógia-tanár, informatikus könyvtáros és tanító vagy tanár vagy szociálpedagógus (3. melléklet a 2011. évi CXC. törvényhez).Az iskolában dolgozhat könyvtárosi végzettséggel is kolléga, de ha nincs pedagógiai végzettsége, akkor nevelést-oktatást segítő alkalmazottként kerül besorolásra
A jó könyvtár az iskolai munka nélkülözhetetlen része, ami egyúttal azt is feltételezi, hogy a könyvtárostanár szervezi, összefogja, koordinálja a médiatári eszköztárral épülő pedagógiai fejlesztő, önművelő tevékenységet. Kialakítja,koordinálja és a nevelőtestülettel és a szülőkkel közösen valósítja meg az adott intézmény könyvtár-pedagógiai programját. Felelős a NAT könyvtár-informatikai, könyvtárhasználati követelményrendszerének eredményes megvalósításáért. A könyvtár-pedagógia hatékony művelésének nem lehet más célja, mint az az alapvető elvárás, hogy minden iskolában valósuljon meg a tervszerűen felépített, rendszeresen tartott könyvtári-informatika órák, a könyvtári szakórák és az egyéb könyvtárhasználatra építő foglalkozások. „El kell érni, hogy a szaktanárok beépítsék a tanítási programjukba (mikrotantervükbe)  a könyvtár adta önművelési csatornákat. Legyen jelen mindennapi pedagógiai munkájukban a könyvtári eszköztárra épülő önálló információszerzésre, forrásalapú tanulásra és szaktárgyi kutatómunkára nevelés igénye.”

## Könyvtár-informatikai tananyag
Legáltalánosabban a 2012-es Nemzeti Alaptanterv határozza meg a könyvtár-informatikai és használati tananyagot. Ez alapján a kerettanterv már konkrétabban fogalmazza meg az elvárásokat a könyvtárhasználattal szemben. A NAT és kerettanterv alapján minden az 1-10. évfolyamig minden iskolatípusban és évfolyamon megadja a minimálisan kötelező óraszámot és az iskola saját pedagógiai célkitűzései és gyakorlata alapján ezt tovább növelheti
Általános cél, hogy a gyermek ismerje meg és magabiztosan használja az iskolai vagy más (köz-, szak-) könyvtár állományát és szolgáltatásait. Igazodjon el a médiatárak, információs központok gyűjteményében, szerezze meg az információs műveltség alapjait.. Gyakorolja a könyvtári eszköztárra épített önálló ismeretszerzését, fejlessze beszédkultúráját, műveltségét, tanulási-önművelési szokásait, rendszeres olvasással és könyvtárhasználattal. Vegye igénybe a tömegmédiumok adta önművelési lehetőségeket. A Kerettanterv bontja le korosztályokra, a tanulóknak életkorhoz kötött, különféle mélységi szinten kell ismereteket és készségeket elsajátítania. Az alsósoknak (1-4. osztály) az alapfokú könyvtárhasználatot és információkezelést kell megtanítani, ami a tanuláshoz, az ismeretek elsajátításához szükséges. Felső tagozatban (5-8. osztály) ezt a megszerzett tudást kell a gyerekekben rögzíteni és szélesíteni, hogy a könyvtárhasználatuk és információs műveltségük biztos és tudatos legyen, ezzel megalapozva azt, hogy más könyvtárakban is kiismerjék magukat, ne legyen nekik idegen a rendszer. A középiskolás korosztálynál a cél még jobban kiszélesíteni a tudást, újrarendszerezni azokat, hogy teljesen önállóan tudják használni a könyvtárakat, akár a virtuális térben is.